# هاریچ
هاریچ (به ارمنی: Հառիճ) یک روستا در ارمنستان است که در استان شیراک واقع شده‌است. هاریچ در ۲۲ کیلومتری جنوب شرق گیومری، مرکز استان شیراک واقع شده‌است.

## خصوصیات
هاریچ ۱٫۰۸ کیلومترمربع مساحت و ۱٬۰۶۹ نفر جمعیت دارد و در ارتفاع ۲۰۲۰ متر بالاتر از سطح دریا قرار گرفته‌است.
| سال   | ۱۸۳۱ | ۱۸۸۷ | ۱۹۲۶ | ۱۹۳۹ | ۱۹۵۹ | ۱۹۷۰ | ۱۹۷۹ | ۲۰۰۱ | ۲۰۰۴ |
| جمعیت | ۸۶   | ۶۵۴  | ۸۸۰  | ۱۰۳۵ | ۱۹۵۸ | ۱۰۹۶ | ۱۰۵۸ | ۱۱۲۳ | ۱۴۲۷ |

## نگارخانه

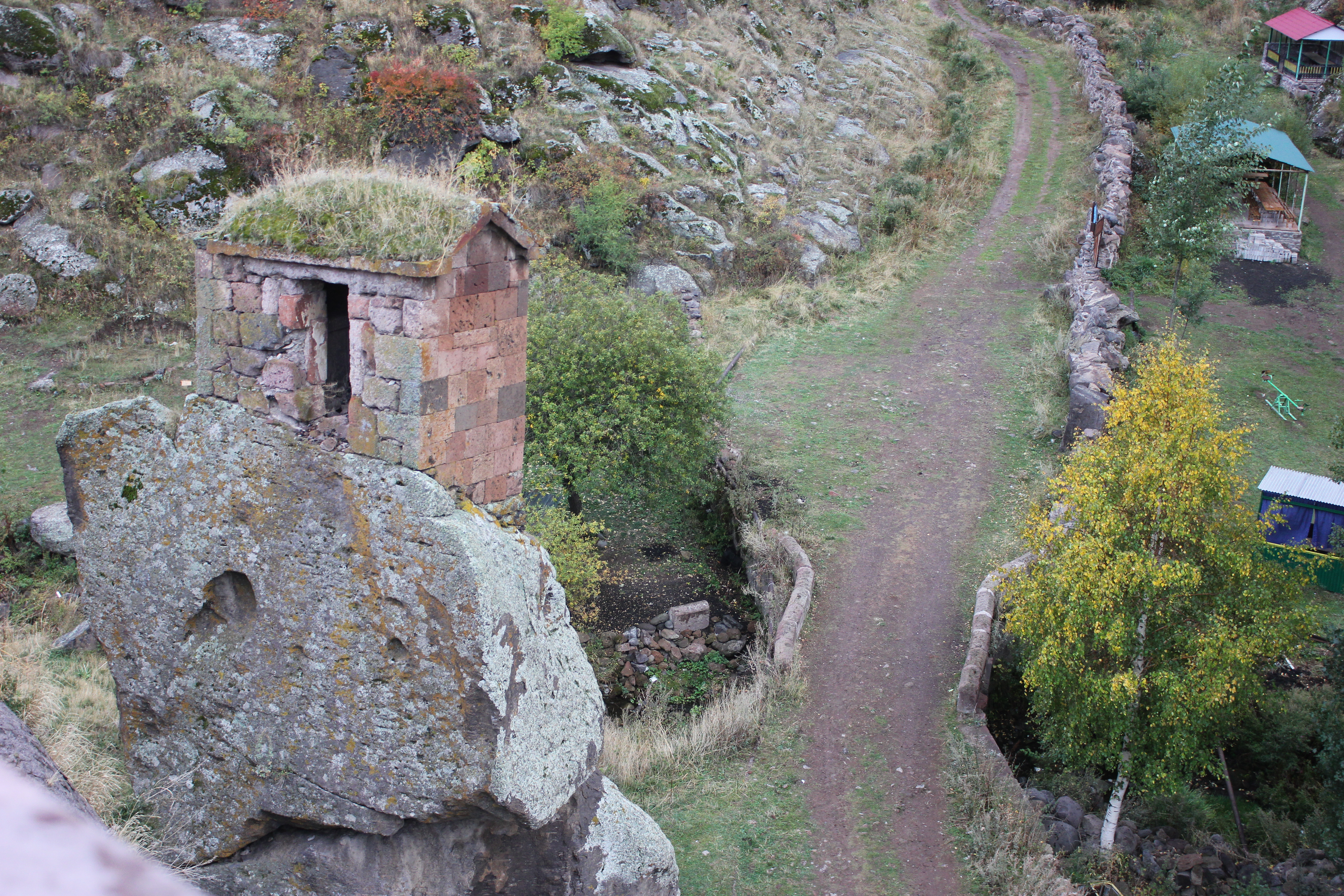
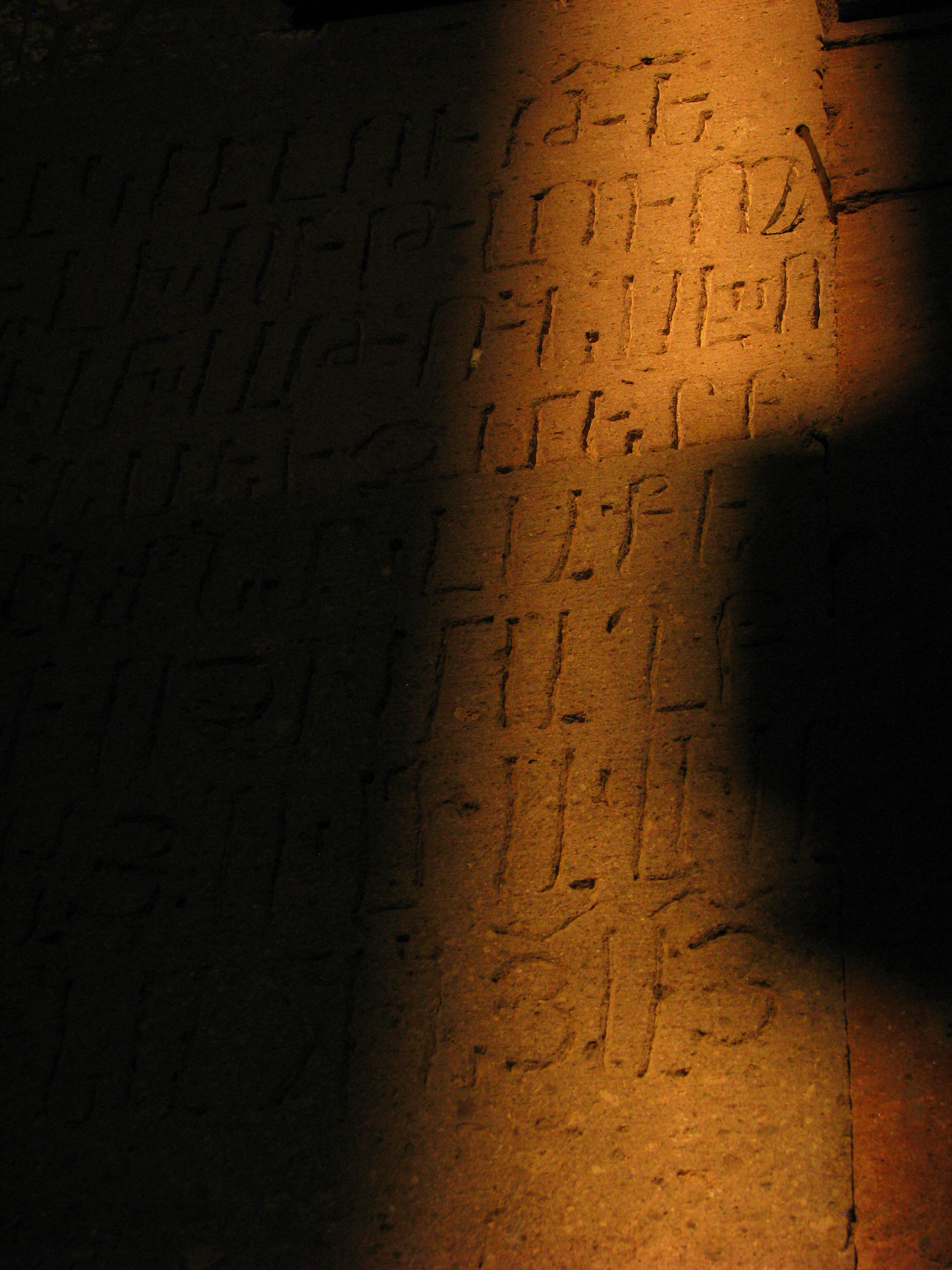
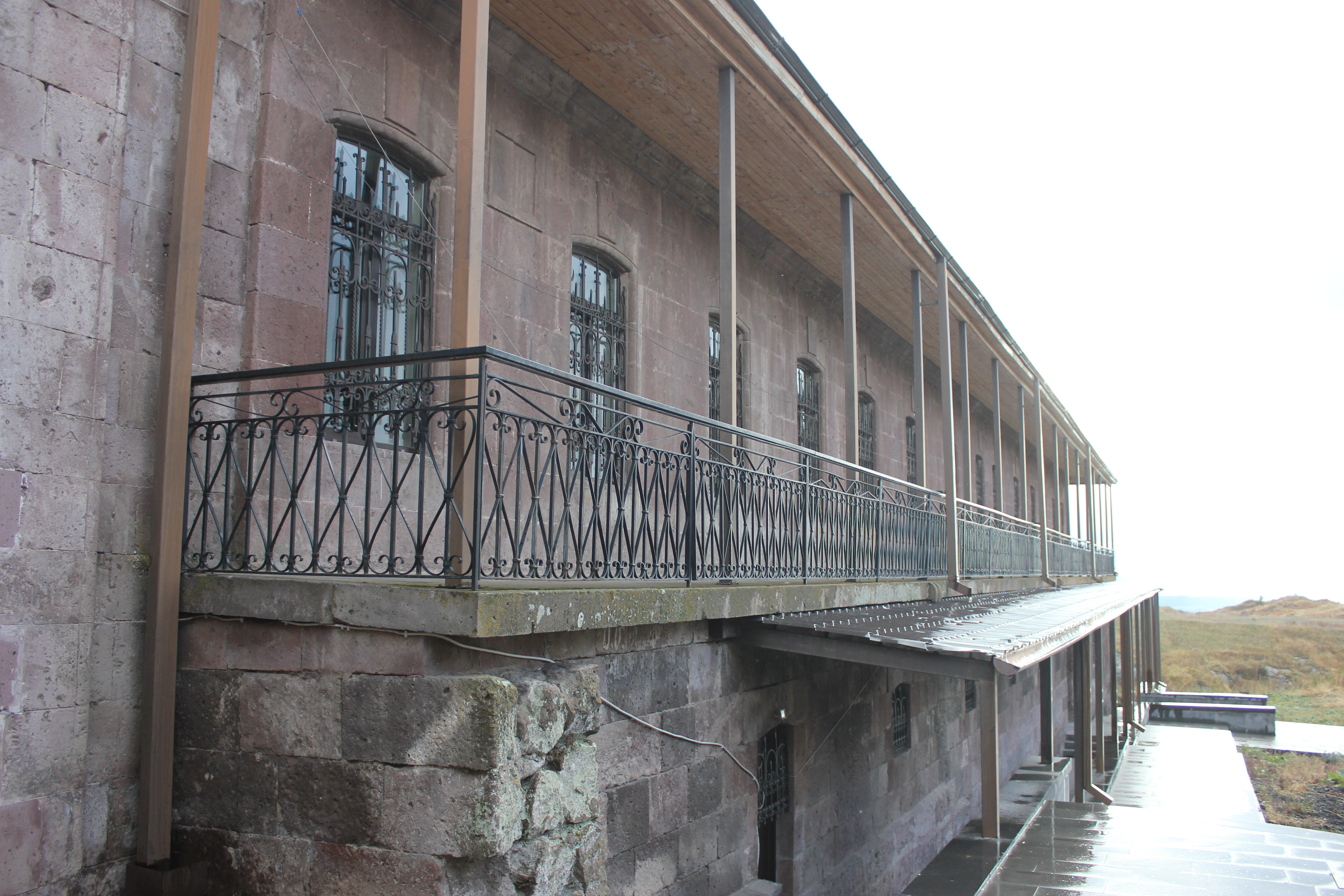
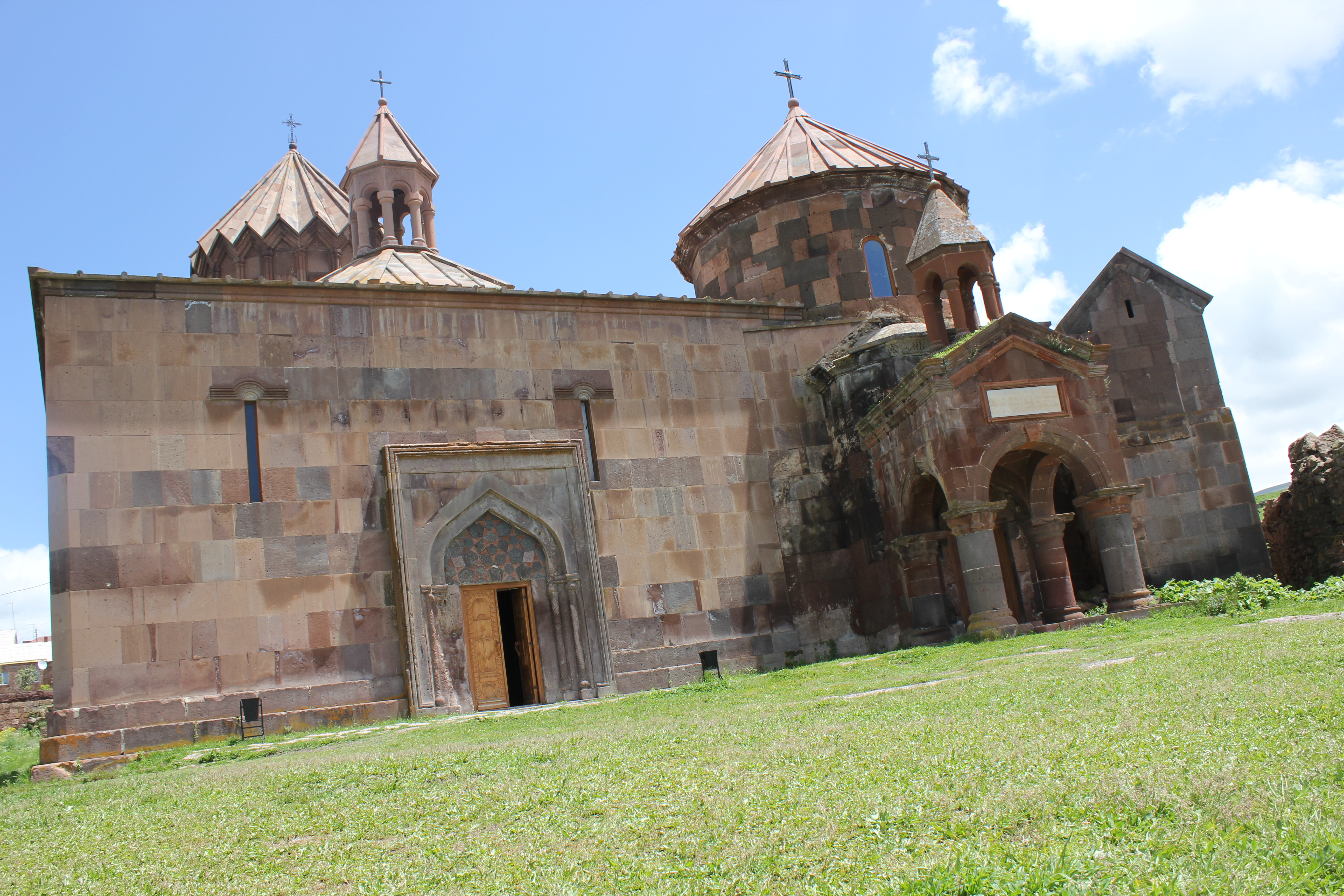
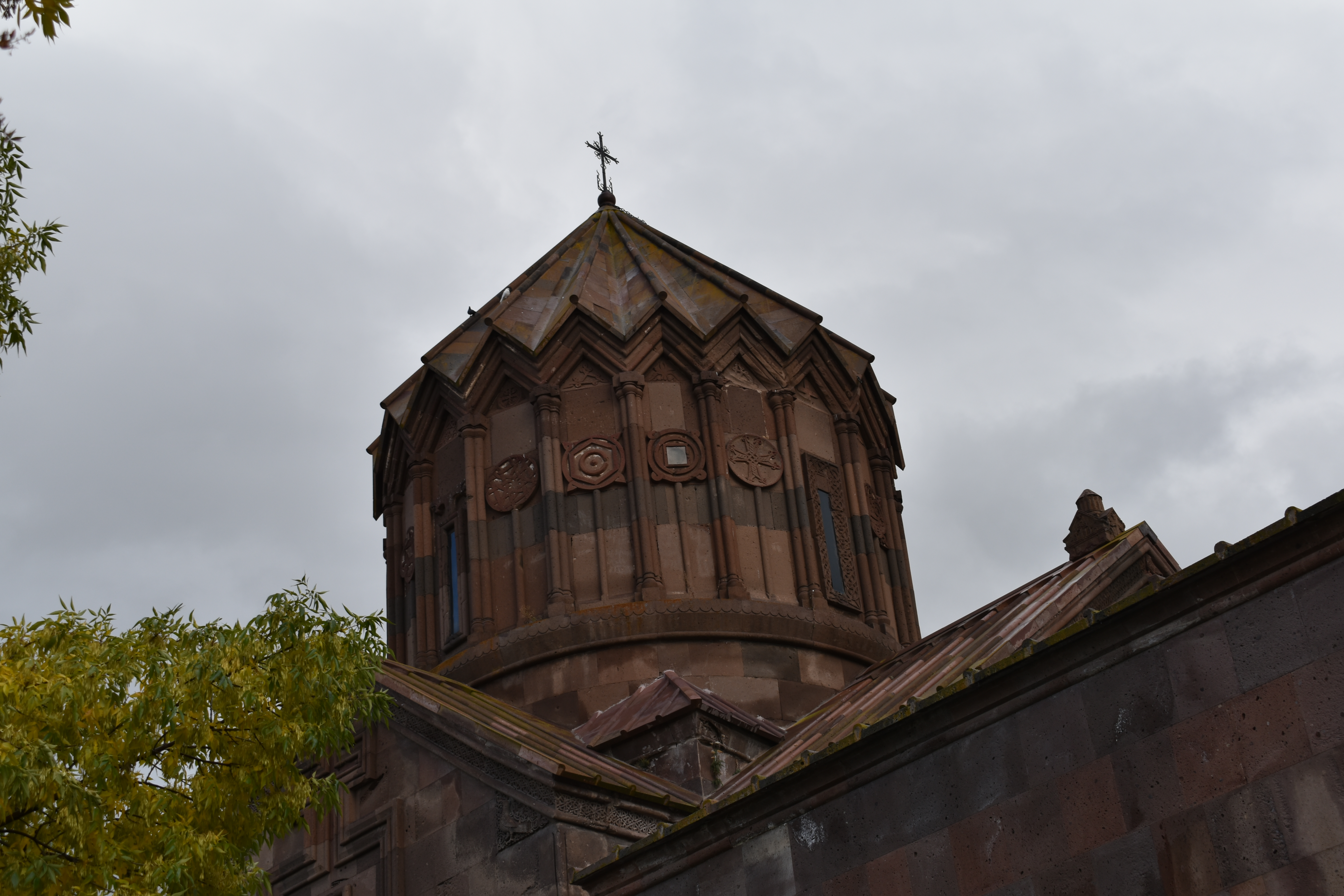
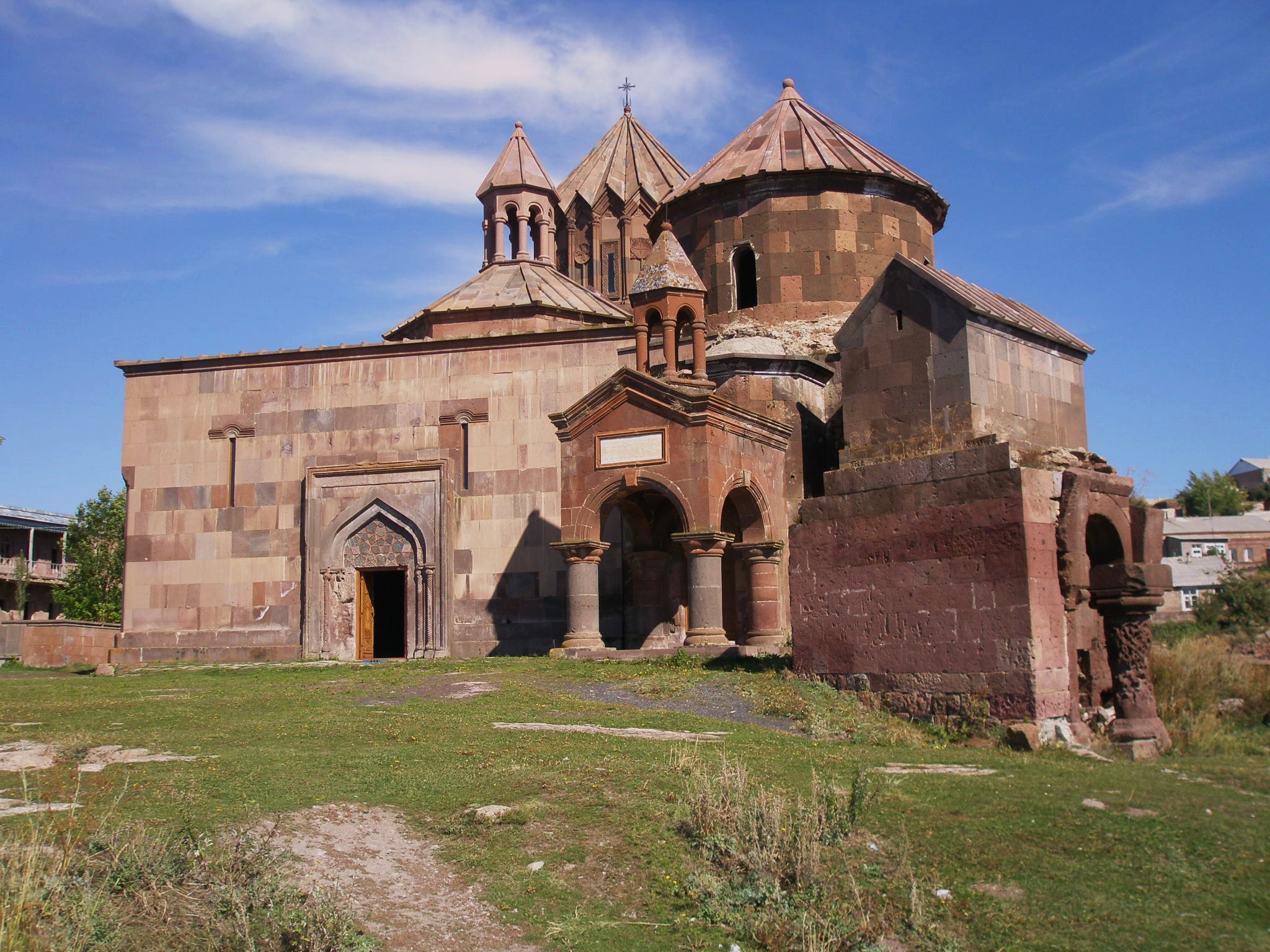
نمای پشتی از صومعه هاریچاوانک،  سده ۸ام میلادی